# Kerncentrale Brennilis
De kerncentrale Brennilis (EL-4, Monts d'Arree) ligt in de gemeente Brennilis in het het departement Finistère van de regio Bretagne en is in 1985 definitief stilgelegd.
De centrale bestaat uit één inmiddels stilgelegde experimentele reactor, een zogeheten HWGCR-reactor: Heavy Water Gas Cooled Reactor, met zwaar water ((fr) : eau lourde n°4: EL-4) als moderator en met koolstofdioxidegas als koelmiddel.
Tot tweemaal toe werd een aanslag gepleegd op de centrale door Bretonse separatisten, in 1975 en 1979.
| reactorblok | reactortype | vermogen | begin bouw | inbedrijfname | stillegging |
| ----------- | ----------- | -------- | ---------- | ------------- | ----------- |
| Brennilis   | HWGCR       | 70 MW    | 1962       | 1967          | 1985        |